# Oranjezicht
Oranjezicht (vue sur Orange en néerlandais) est un quartier résidentiel de la ville du Cap en Afrique du Sud, et construit sur le site de l'ancienne ferme d'Oranjezicht.

## Situation

Situation du quartier

Oranjezicht est un quartier du City Bowl, le district des affaires et du centre-ville du Cap. Il est limitrophe du quartier de Vredehoek et de celui des Gardens.

## Démographie
Selon le recensement de 2011, le quartier compte 3580 résidents, principalement issus de la communauté blanche (74,55 %). 
Les noirs représentent 13,32 % des habitants tandis que les coloureds, population majoritaire au Cap, représentent 5,22 % des résidents.
Les habitants sont à 65,61 % de langue maternelle anglaise et à 22,56 % de langue maternelle afrikaans.

## Politique
Le quartier est un bastion politique de l'Alliance démocratique (DA) situé dans le 16ème arrondissement (subcouncil) du Cap ainsi que dans le ward 77 lequel couvre également Vredehoek, Tamboerskloof, Signal Hill, Schotsche Kloof et Gardens (partiellement). Le conseiller municipal du ward est Brandon Golding (DA).

## Historique

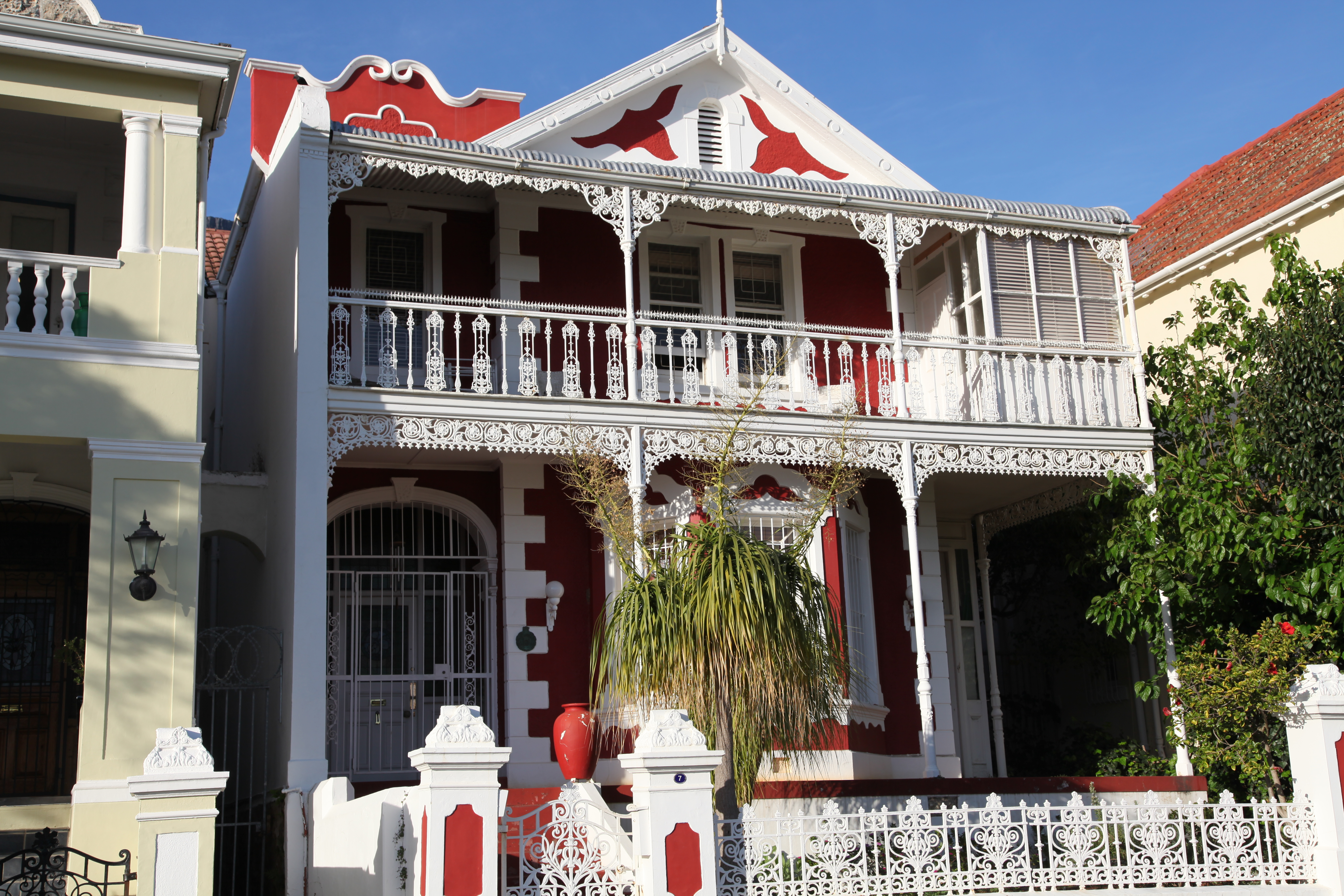
Maison coloniale sur Belvedere Avenue, quartier de Oranjezicht

En 1708, Nicolaus Laubscher (1651-1721), un Européen originaire du canton de Fribourg en Suisse qui avait immigré dans la colonie du Cap dans les années 1670, achète des terrains et une propriété sur les pentes de la Montagne de la Table. Il fait baptiser son domaine du nom de "Oranjezicht" en raison de la vue qu'il avait sur l'Oranje, le bastion du Fort de Bonne-Espérance. Après sa mort, son domaine est acquis par Pieter van Breda (1696-1759), immigré au Cap en 1719 en provenance des Pays-Bas. Durant les deux siècles qui suivent, Oranjezicht reste la propriété de la famille van Breda et désigne alors la ferme et son domaine.
En 1877, la municipalité du Cap achète plus de 12 Morgen du domaine pour y construire le Barrage Molteno afin de constituer un réservoir pour fournir de l'eau à la ville du Cap en stockant l'eau de source provenant de la Montagne de la Table. À l'origine, le barrage est situé en dehors de la zone urbaine du Cap mais il est rattrapé avec les années par l'urbanisation de la baie de la Table et se situe aujourd'hui en plein milieu du quartier de Oranjezicht.
Progressivement, le domaine des van Breda est démantelé au cours des successions. La ferme finit par être privé de son accès gratuit à l'eau, contraignant les propriétaires à payer des taxes et des impôts. En 1947, le conseil municipal rachète la ferme, ultime relique du domaine des van Breda, dans le but de la transformer en un musée qui ne voit en fait jamais le jour. Après avoir été la résidence du chef de l'Orchestre municipal du Cap, la maison est démolie en 1955 pour être remplacée par un club sportif et des pelouses, tandis que l'ancien domaine a laissé la place à un quartier résidentiel aisé.

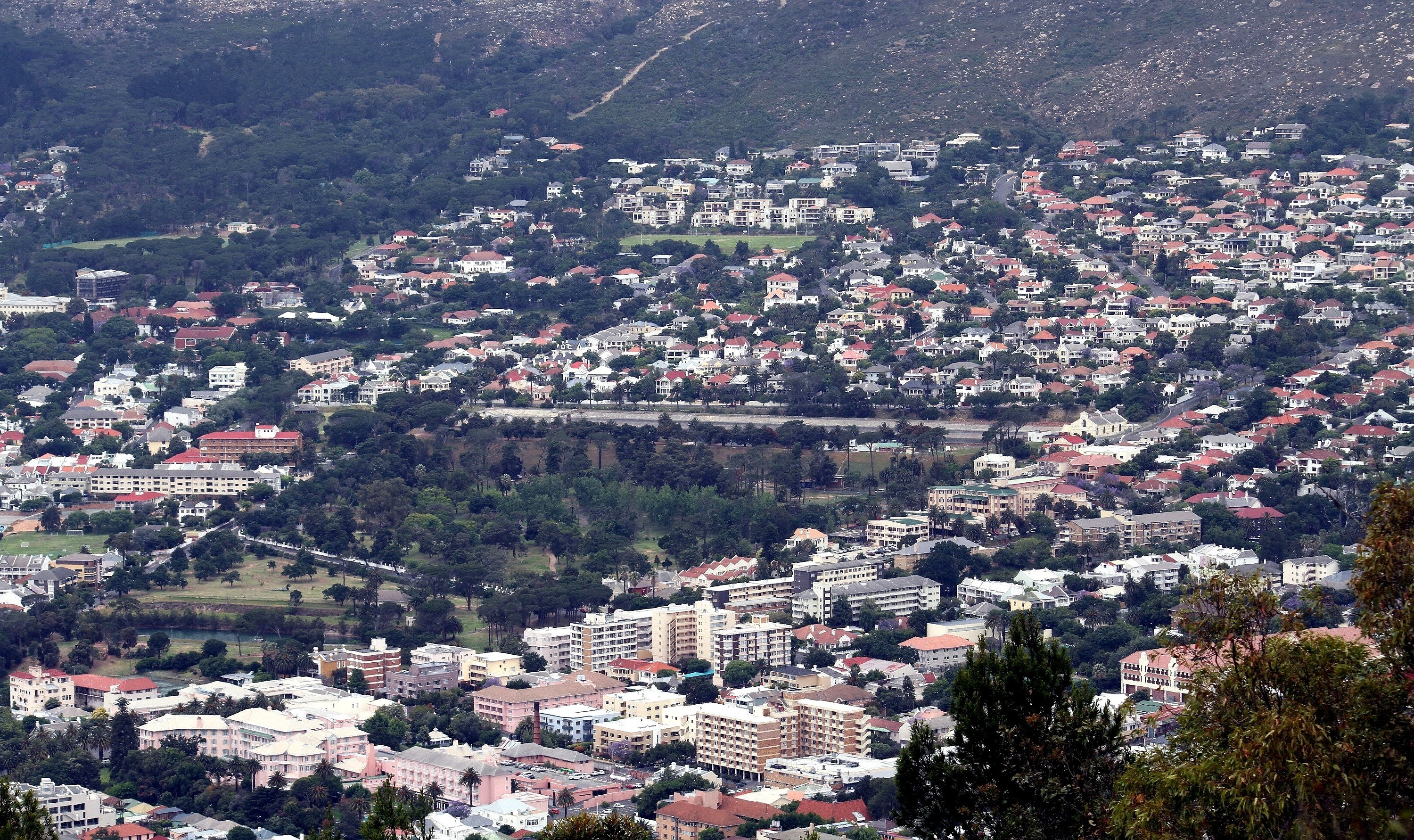
Vue sur Oranjezicht et le parc De Waal
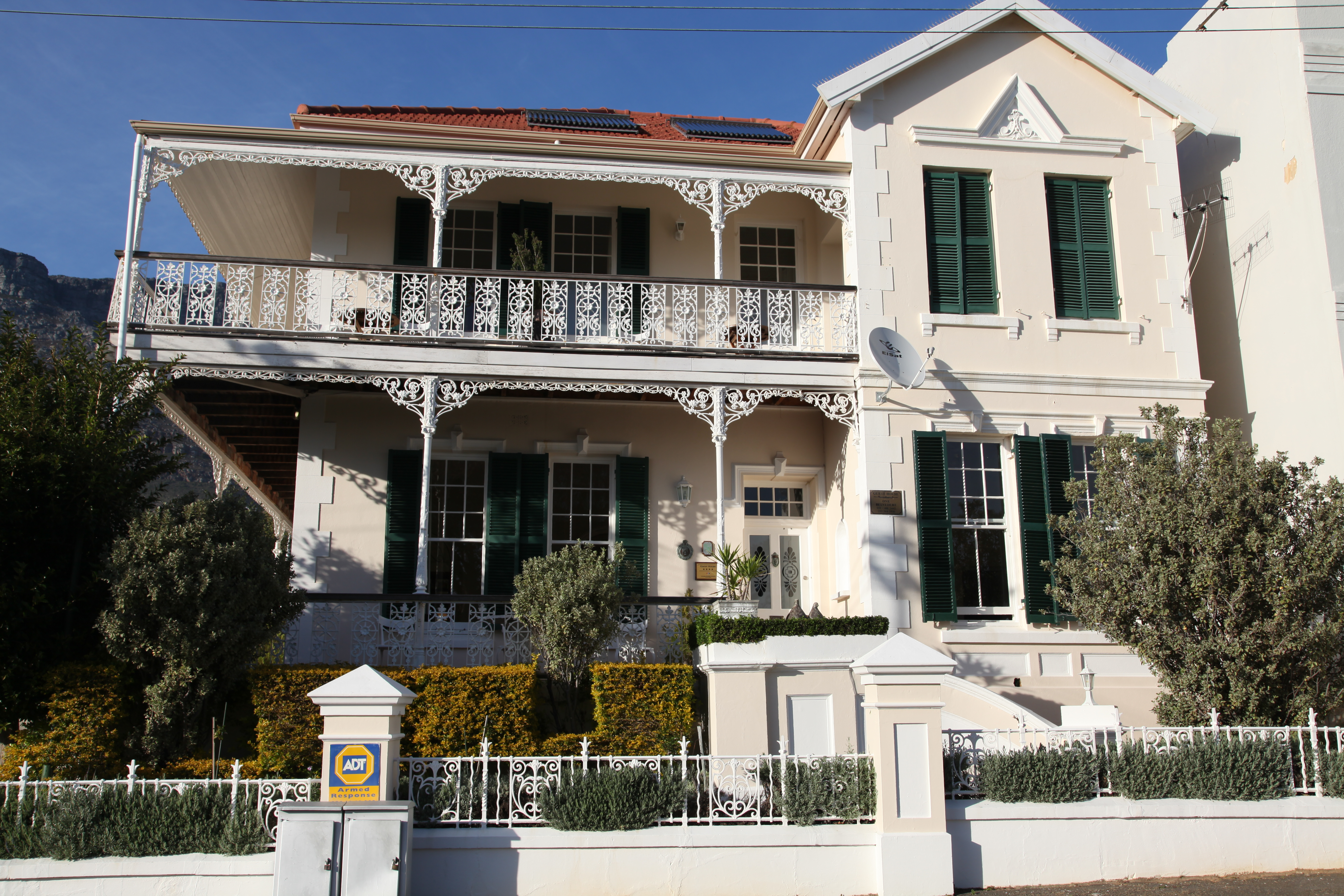
Oslo House (1902)
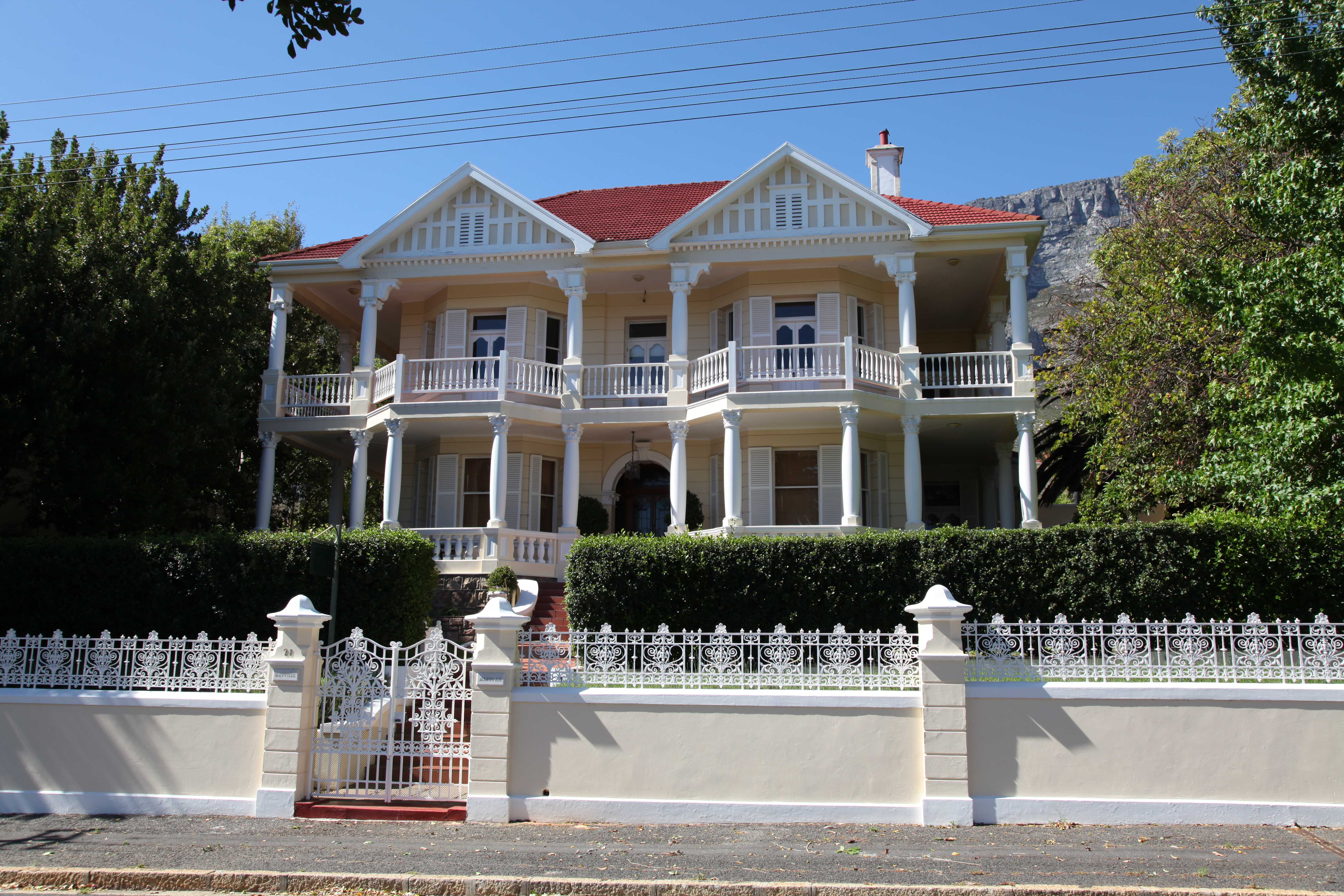
Villa Mayville sur Belvedere Av.